# Religiose francescane del gregge di Maria
Le Religiose Francescane del Gregge di Maria (in spagnolo Religiosas Franciscanas del Rebaño de María) sono un istituto religioso femminile di diritto pontificio: le suore di questa congregazione pospongono al loro nome le sigla H.T.F.

## Storia
La congregazione fu fondata a Cadice da María de la Encarnación Carrasco Tenorio (1840-1917) con l'aiuto del canonico Francisco de Asís Medina y Muñoz (1840-1908) per l'istruzione e l'educazione cristiana delle fanciulle, specialmente delle più povere.
Sorta come associazione di pie donne, la Carrasco Tenorio e le compagne presero l'abito religioso il 4 ottobre 1878: le loro costituzioni furono approvate il 3 febbraio 1891 e il 9 luglio 1926 l'istituto fu aggregato all'Ordine dei Frati Minori.

## Attività e diffusione
Le religiose si dedicano all'istruzione e all'educazione cristiana della gioventù, alla cura degli orfani e all'assistenza agli anziani e agli infermi in ospedali e case di riposo.
Sono presenti in Spagna e, con alcune comunità missionarie, in Perù; la sede generalizia è a Cadice.
Alla fine del 2008 la congregazione contava 72 suore in 15 case.